# Dornoch Cathedral

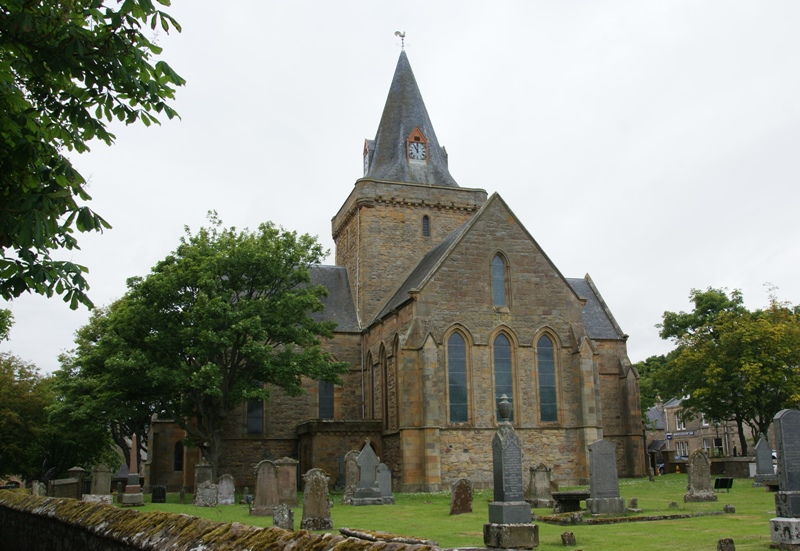
Dornoch Cathedral vanuit het zuidoosten.

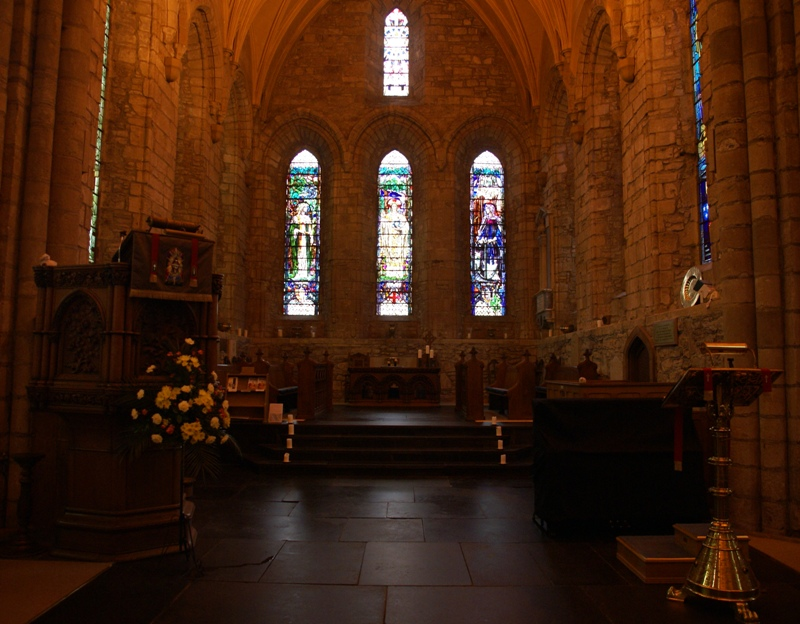
Het koor.

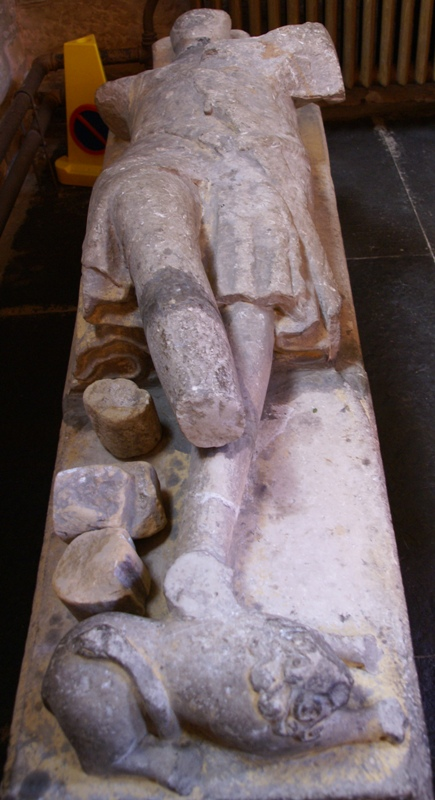
De 14e-eeuwse gisant van Sir Richard de Moravia.

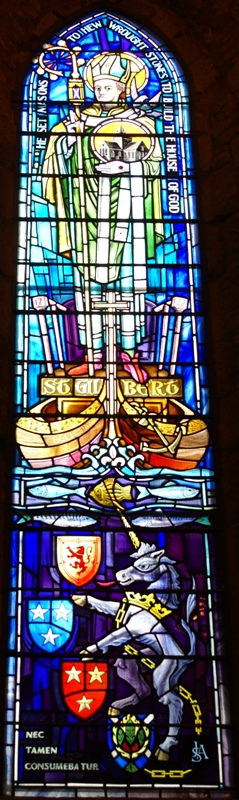
Sint Gilbert, de bouwer van Dornoch Cathedral (1989, Crear McCartney).

Dornoch Cathedral is een van oorsprong dertiende-eeuwse kerk, aanvankelijk een kathedraal, gelegen in Dornoch, Sutherland, in de Schotse regio Highland. Sinds de zeventiende eeuw is Dornoch Cathedral in gebruik als parochiekerk van de Church of Scotland. Het schip stamt grotendeels uit de negentiende eeuw. Dornoch Cathedral is de kleinste (voormalige) kathedraal van Schotland.

## Geschiedenis

### Stichting
In 1222 werd Gilbert de Moravia aangesteld als bisschop van Caithness. Zijn diocees besloeg de county's Caithness en Sutherland. Hij verplaatste de hoofdzetel van zijn diocees van Halkirk naar het zuidelijker gelegen Dornoch. Enkele redenen zijn hiervoor aan te wijzen. Ten eerste werd de vorige bisschop in het noorden door zijn eigen boeren vermoord. Ten tweede zetelde zijn broer als eerste graaf van Sutherland in Golspie, dat zuidelijker ligt. Zijn broer zou hem in tijden van gevaar vanuit Golspie gemakkelijker te hulp kunnen schieten in Dornoch dan in het noorden. Ten derde was hij sinds 1211 de eigenaar van het grondgebied waar Dornoch lag. Op eigen kosten begon hij in 1224 met de bouw van Dornoch Cathedral. In 1239 werd de kathedraal ingezegend en werden de botten van zijn voorganger, de vermoorde Adam van Melrose, in de kathedraal ondergebracht. Gilbert de Moravia overleed in 1245. Hij was de laatste Schot die werd opgenomen in de Heiligenkalender en wel als Sint Gilbert van Dornoch. Het is echter onbekend of hij ooit officieel werd gecanoniseerd. De transepten en de toren kwamen gereed rond 1245.
Het was vermoedelijk pas in 1291 dat het schip van een dak werd voorzien, dankzij een gift van veertig eiken van Eduard I van Engeland.
Dornoch Cathedral had een kapittel van tien kanunniken onder leiding van een bisschop.

### Vanaf de zestiende eeuw
In 1542 werd Robert Stewart, broer van de graaf van Lennox, de nieuwe bisschop van Caithness. Hij bleef bisschop gedurende 44 jaar, wisselde tijdens de roerige jaren van de reformatie een aantal malen van geloof, afhankelijk welke partij aan de winnende hand was, en verkocht de landerijen van Dornoch Cathedral aan de graaf van Sutherland waarbij hij de opbrengsten behield voor eigen gebruik. Hij overleed in 1586.
In 1567 werd Dornoch Cathedral geplunderd. In 1570 wisten de Murrays van Dornoch de jonge graaf van Sutherland te redden uit de handen van de graaf van Caithness, die vervolgens op wraak zon. Samen met de Mackays van Strathnaver en de Sutherlands van Duffus overviel hij Dornoch, waarbij de stad werd geplunderd, de tombe van Sint Gilbert werd ontheiligd en de kathedraal werd verbrand. Het schip ging hierbij verloren, de toren bleef gespaard. Pas in 1616 herstelde Sir Robert Gordon de transepten en het koor. Een muur werd gebouwd om de kathedraal van het geruïneerde schip af te sluiten. Het gebouw kreeg hiermee een T-vormig bovenaanzicht. Dit gebouw werd vervolgens in gebruik genomen als parochiekerk van Dornoch.
In 1655 bevonden zich koningsgezinde troepen in Dornoch die zich verzetten tegen Oliver Cromwell. De troepen van Cromwell wisten de koningsgezinde troepen te verdrijven, die echter de landerijen en gebouwen achter zich verbrandden, ook Dornoch Cathedral zou in brand zijn gestoken. In 1680 was de kathedraal opnieuw zonder dak. In 1689 hing Dornoch het presbyterianisme aan; de kathedraal was echter onbruikbaar voor diensten. In 1714-1715 werd de kathedraal gerestaureerd en van een nieuw dak voorzien, zodat de kathedraal weer gebruikt kon worden.
Tijdens de opstand van de Jakobieten in 1745-1746 werd Dornoch bezet, eerst door de troepen van de koning, daarna door de Jakobieten. Hierbij zou de kathedraal gebruikt zijn voor het inkwartieren van manschappen en als stal voor de paarden. Vele gebouwen in Dornoch werden beschadigd. In 1769 was de kathedraal weer zo ernstig vervallen, dat in 1772-1775 de kathedraal wederom een nieuw dak kreeg.

### Vanaf de negentiende eeuw
In 1835-1837 financierde de Hertogin van Sutherland de restauratie van het schip. Architect William Burn, en in een later stadium Alexander Coupar, verwijderde het schip met zijkapellen en liet een nieuw schip oprichten. Het steenwerk van de dertiende-eeuwse kathedraal werd verborgen achter pleisterwerk. In 1911 werd een bewerkte houten kansel geplaatst alsmede een communietafel.
Bij renovatiewerkzaamheden in 1924 werd de pleisterlaag verwijderd. Twee dertiende-eeuwse pilaren van de zijkapellen werden ontdekt en hersteld.

## Bouw

### Kathedraal
Dornoch Cathedral heeft een kruisvormige plattegrond. De kathedraal is oost-westelijk georiënteerd met het koor in het oosten. Om de kerk heen ligt een begraafplaats.
Het westelijk gelegen schip heeft zowel aan de noord- als aan de zuidzijde vier ramen. Het grote westraam in het schip is een kopie van het originele raam, al is het wel minder hoog dan het origineel. Onder het raam bevindt zich een toegang tot het schip.
De toren bevindt zich boven de plek waar de transepten, het schip en het koor samenkomen. De dertiende-eeuwse pilaren waar de toren op steunt zijn acht meter hoog. De bogen bereiken in het midden een hoogte van 14 meter. Onder het centrale punt bevond zich de tombe van Sint Gilbert tot de ontheiliging in 1570. De toren is 37 meter hoog en heeft een kerkklok uit 1785 gemaakt door William Mears van Londen.
Beide transepten hebben een negentiende-eeuws toegangsportaal in neogotisch stijl. In het noordelijk transept staat een orgel uit 1893.
In het oostelijk gelegen koor bevindt zich de kansel en de communietafel. In de zuidmuur van het koor bevindt zich een piscina.

### Gebrandschilderde ramen
Dornoch Cathedral heeft 28 gebrandschilderde ramen. De drie ramen aan de noordzijde van het koor herdenken de filantroop en staalmagnaat Andrew Carnegie. Hij bezat het ten noorden van Dornoch gelegen Skibo Castle. De ramen stellen respectievelijk Wetenschap, Vrede en Muziek voor.
In de oostmuur van het koor bevinden zich vier ramen voorstellende Vertrouwen, Hoop, Liefde met erboven de Drie-eenheid.
In de zuidmuur van het koor bevindt zich een raam uit 1989 naar een ontwerp van Crear McCartney, dat werd aangebracht ter gelegenheid van de 750ste verjaardag van de consecratie van de kathedraal. Het raam stelt de komst van de bouwer, bisschop Gilbert, voor.
In het zuidelijk toegangsportaal bevinden zich twee ramen met een voorstelling van de lokale flora en fauna: het ene raam toont dagdieren, het andere raam nachtdieren.
Uit 2004 stamt het Praise Window aan de noordzijde van het schip, ontworpen door Alison Kinnaird.

### Grafmonumenten
In de zuidwestelijke hoek van het schip bevindt zich de gisant van Richard de Moravia, de jongere broer van Sint Gilbert. Richard stierf in de Slag van Embo in de jaren zestig van de dertiende eeuw. Een groep Denen was geland bij Little Ferry en kampeerde bij Embo. Richard moest de Denen ophouden totdat de graaf van Sutherland hem met een leger te hulp kon komen. Vanwege Richards dapperheid mocht hij begraven worden in de kathedraal.

## Beheer
Dornoch Cathedral wordt beheerd door de Church of Scotland.

## Trivia
In 2000 werd in de kathedraal Rocco, de zoon van Madonna gedoopt, de dag voor haar huwelijk met Guy Ritchie in het nabije kasteel Skibo.